# ハンス・ヴォルフガング・ブラウン
ハンス・ヴォルフガング・ブラウン（Hans Wolfgang Braun, 1609年 - ?）は、ドイツのウルム出身の鋳物師で、日本で初めて臼砲を作製した人物。おそらくは日本に来た最初のドイツ人である。

## 経歴

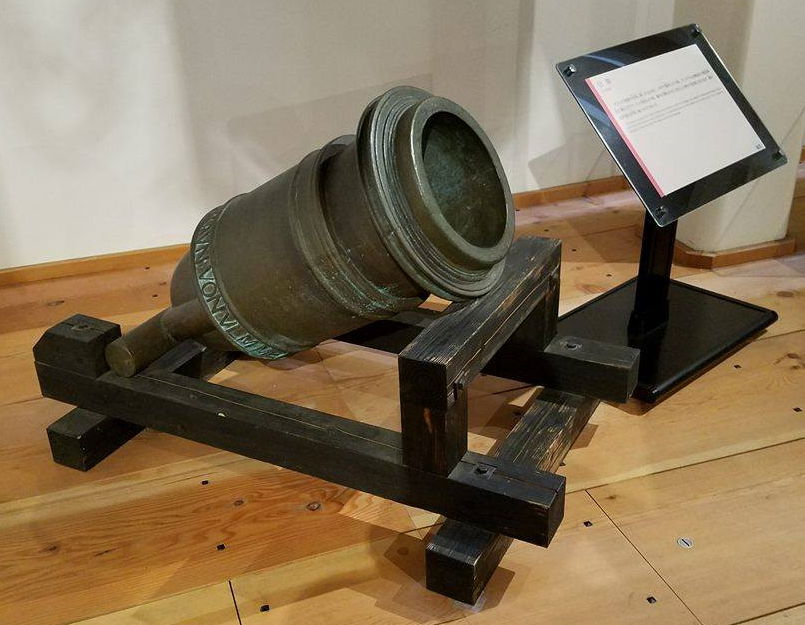
ハンス・ヴォルフガング・ブラウンが作製した臼砲のレプリカ。後部にHANS WOLFGANG BRAVN VON ULM ME FECIT FIRANDO 1639（ウルム出身のハンス・ヴォルフガング・ブラウンが1639年平戸で製作した）と刻まれている（平戸オランダ商館）

1638年に島原の乱が発生すると、当時のオランダ商館長ニコラス・クーケバッケルは、幕府の依頼を受けて2隻の船を派遣し、原城に対して海上からの砲撃を実施した。しかしながら、カノン砲による実体弾の直射は城砦攻撃には十分な効果をあげず、このため幕府は曲射を行い炸裂弾の使用が可能な臼砲に目をつけた。
島原の乱の終了後、新たに商館長となったフランソワ・カロンに対して、牧野信成を通じて臼砲の製造が依頼された。カロンはこの仕事を部下の鋳物師であるブラウンに命じた。当時の鋳物師は、平時には鐘や大型の料理用鍋、戦時には大砲の砲身を鋳造していた。ブラウンは苦心の末、臼砲と炸裂弾の作製に成功した。
1639年6月16日、麻布の幕府鉄砲方井上正継の射場において、牧野ら幕府の代表者らの面前でブラウンが鋳造した臼砲の試射が行われた。目標は400mほど離れた場所にある5軒の小屋であった。初弾は目標より手前の水田に落ち、爆発した。2弾目は砲筒内で爆発し、砲手が大やけどを負い、治療のために松浦家の屋敷に運ばれた。以降はブラウンが砲手を務めた。3弾目も目標に届かなかったが、爆発で直径2.7m、深さ1.5mほどの穴を穿った。第6弾は目標に最も近い、3mほど離れた場所に着弾した。合計11発を発射したが、結局目標には命中しなかった。そこで、炸裂弾の威力を確認するため、砲弾を小屋の中において、導火線で着火した。大音響と共に、火焔が藁屋根を突き破って噴出した。幕府の担当者らはその威力に満足した。家光はこの結果の報告を受け非常に満足し、3門の臼砲が幕府に献上された。
翌年には牧野の私邸で、火薬掛ユリアーン・ヤンスゾーンが炸裂弾製造の実演を行った、信管装填の不手際から炸裂事故を起こし、牧野邸に少なからぬ損害を与えた。しかし信成の好意的措置により大事に到ることなく処理された。また、同様に製造中にはかなりのけが人などが出たようで、医師のハンス・パウツが契約期間を超えて平戸に滞在していた。
ブラウンにより鋳造された臼砲は終戦まで靖国神社の遊就館で展示されていたが、戦後米軍が押収しその後は行方不明となった。しかし、1936年にその複製が作製されており、ブランの故郷ウルムの博物館に展示されていた。この複製からさらに複製が作製され、現在では遊就館と復元された平戸オランダ商館に展示されている。
ブラウンは一旦帰国後、1655年にはバタヴィアに戻り、砲兵大尉として勤務した。

## 参考
- Till, Weber「ウルム出身のハンス・ヴォルフガング・ブラウン : 日本でのドイツ人先駆者」『言語文化研究紀要』第13号、琉球大学法文学部国際言語文化学科欧米系、2004年10月、25-43頁、doi:10.24564/0002001599、hdl:20.500.12000/417、ISSN 0919-4215。
- 東京大学資料編纂所 日本関係海外史料 オランダ商館長日記 訳文編之三（上）
- 東京大学資料編纂所 日本関係海外史料 オランダ商館長日記 訳文編之四（上）
- 東京大学資料編纂所 日本関係海外史料 オランダ商館長日記 訳文編之四（下）